# Krama

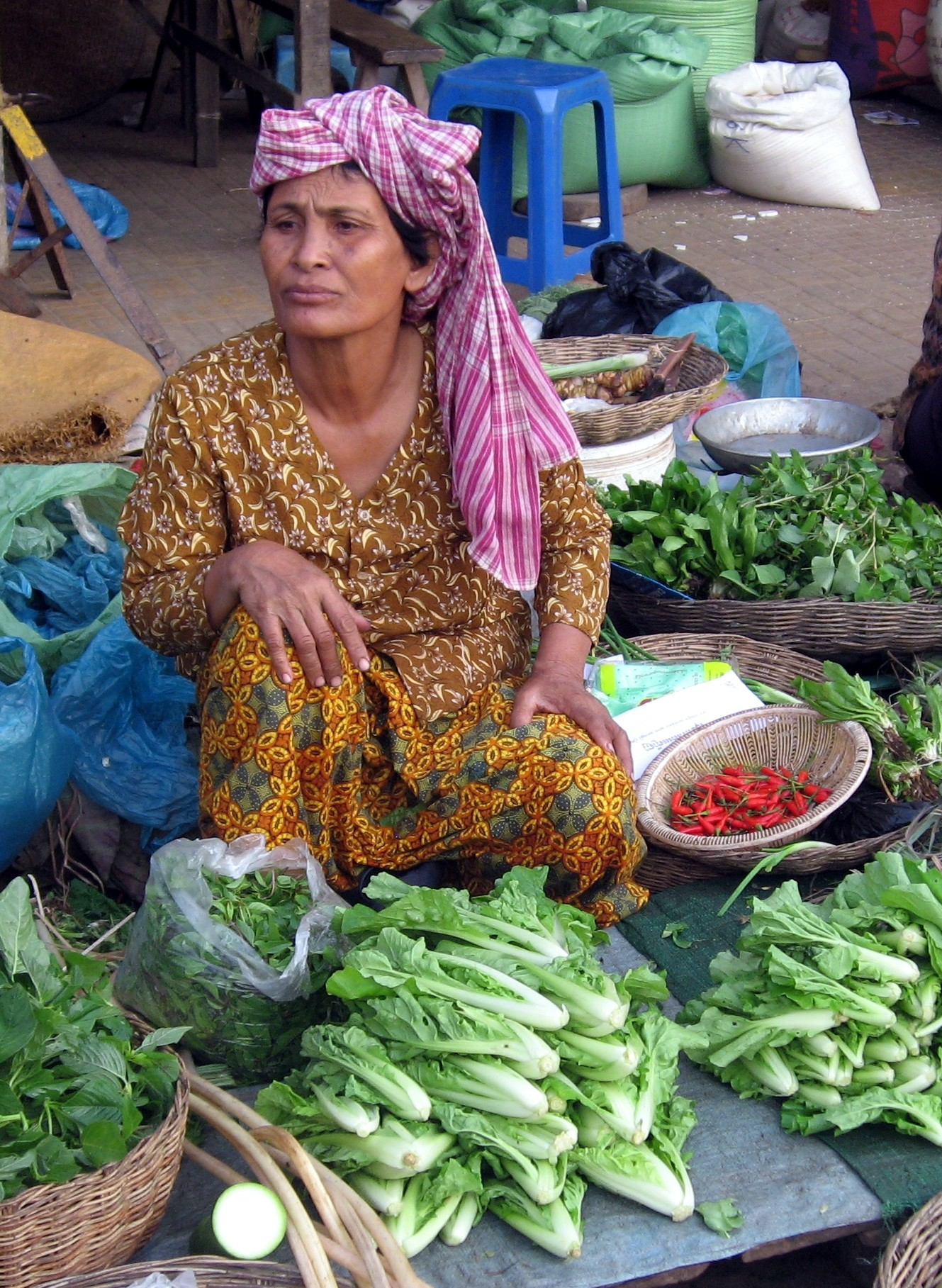
Kvinna med krama om huvudet, i Kampong Thom.

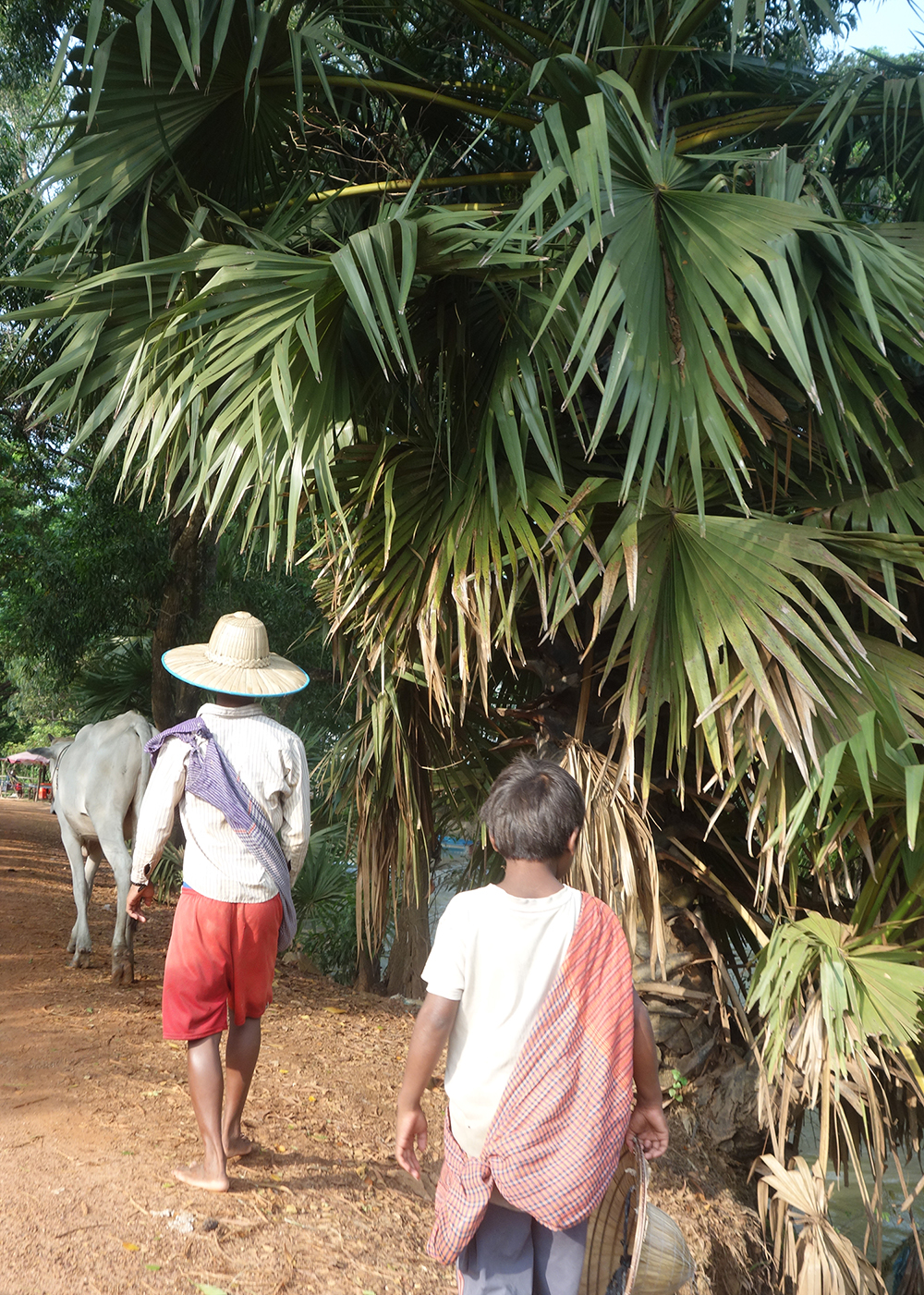
Bonde med son där båda använder krama som bärpåse, i Siem Reap.

En krama (khmer: ក្រមារ) är ett traditionellt kambodjanskt klädesplagg som har många olika praktiska syften. Det kraftiga bomullstygskynket används bland annat som scarf, bandanna, kjol, för att skydda ansiktet, som utsmyckning, som bärsele för barn eller att bära annat i. Den kan även användas inom kampsport. Inom bokator, det vill säga traditionell kambodjansk kampsport, knyts kraman om midjan, huvudet och nävarna. Skicklighetsnivån på kämparna kan utläsas utifrån färg på kraman, där vit är lägst och svart är högst. Krama bärs av män, kvinnor och barn och kan vara ganska utsirade, men typiskt har de ett vävt fyrkantsmönster, i så kallat gingangtyg i rött och vitt, eller blått och vitt. Kraman är Kambodjas nationalsymbol.
Ett närbesläktat thailändskt klädesplagg är pha khao ma (ผ้าขาวม้า) som bärs av thailändare och khmerer i Isanregionen.